# Birkkarspitze
Birkkarspitze (2749 m n. m.) je nejvyšší hora pohoří Karwendel. Nachází se na území okresu Innsbruck-venkov v rakouské spolkové zemi Tyrolsko asi 14 km východně od vesnice Scharnitz. Na vrchol vystoupil jako první 6. července 1870 Hermann von Barth. Horu je možné zdolat od chaty Karwendelhaus nebo Birkkarhütte.